# Township (Südliches Afrika)

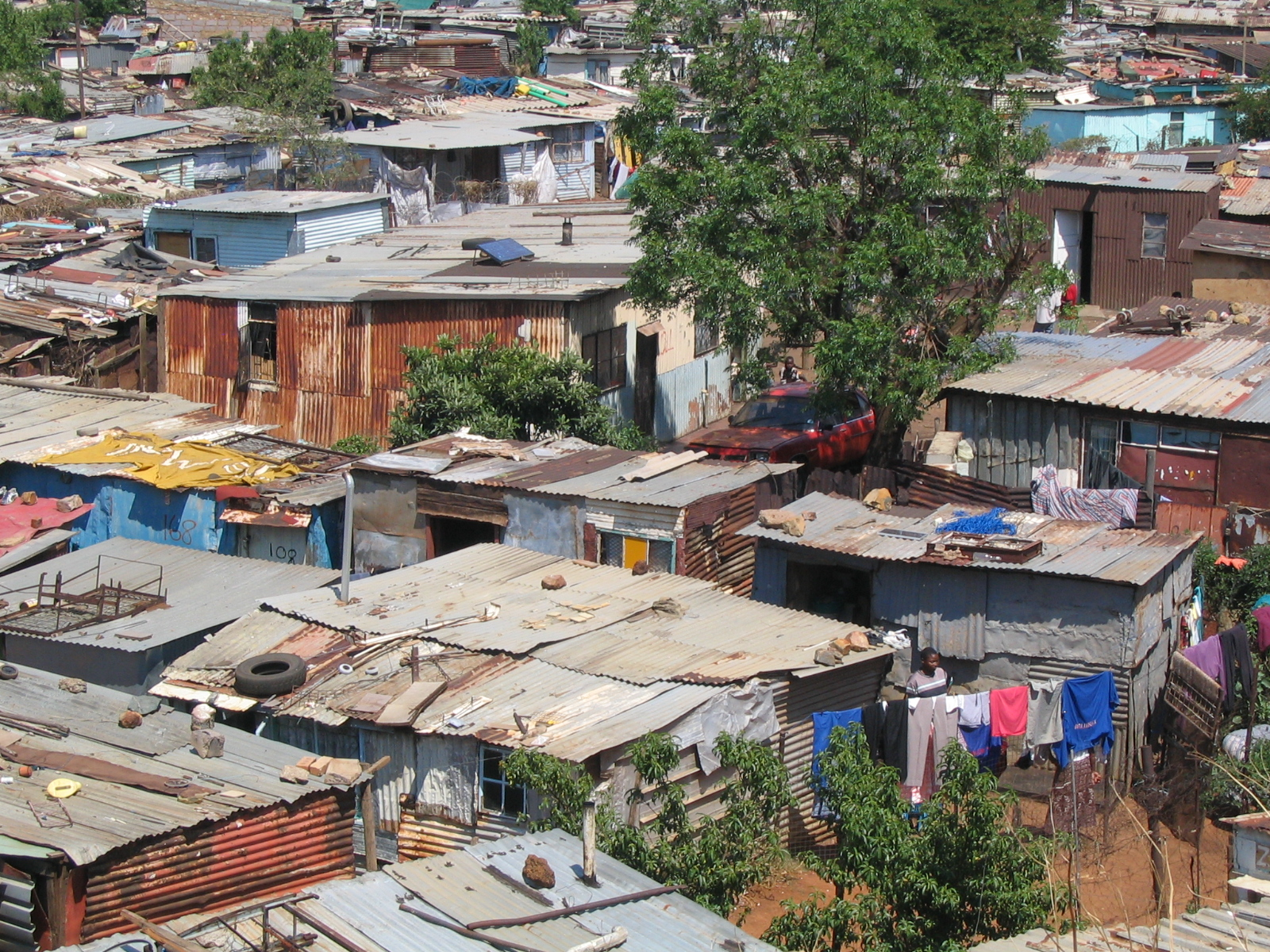
Siedlungsgebiet von Soweto im Jahr 2005

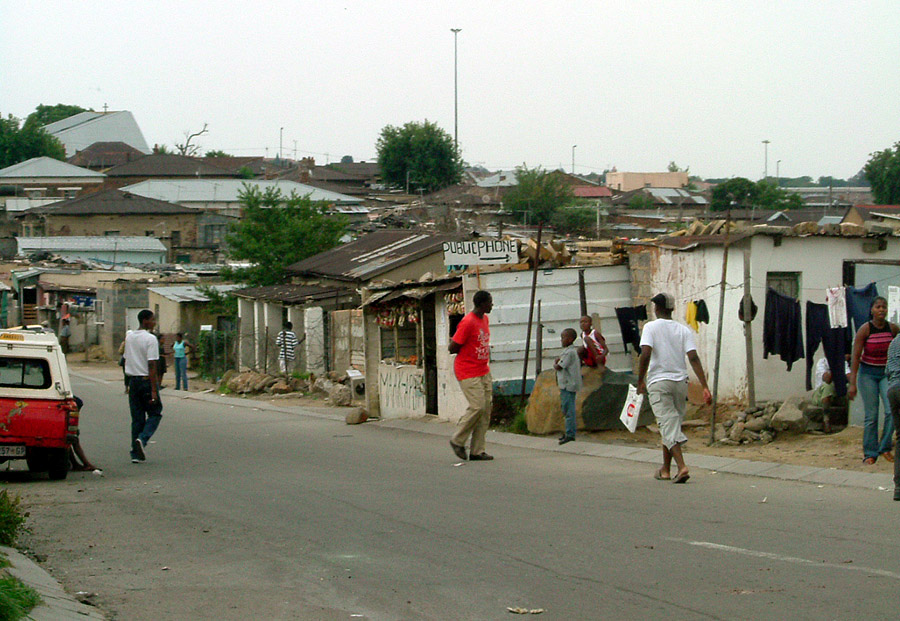
Siedlungsgebiet von Soweto im Jahr 2004

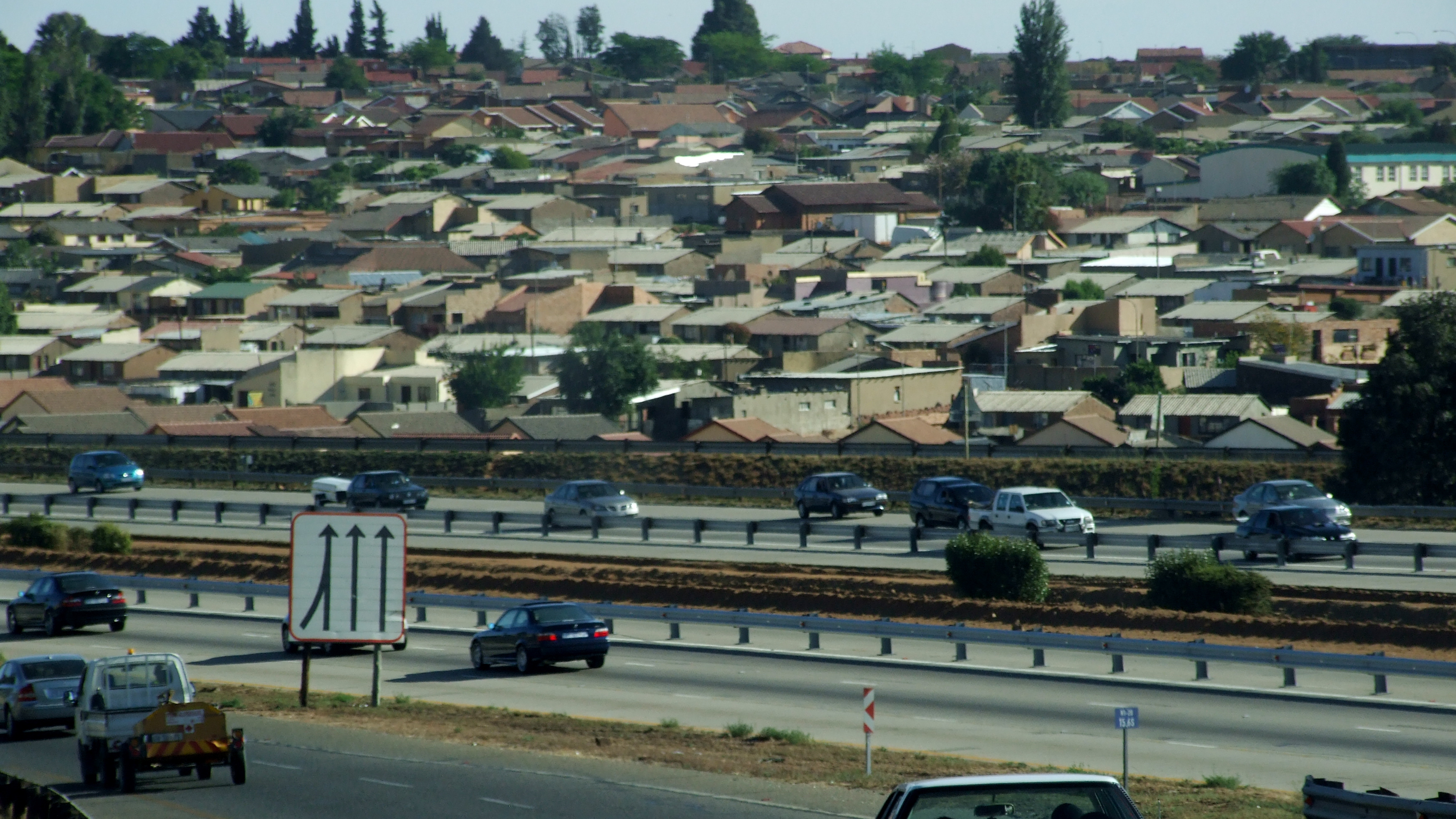
Siedlungsgebiet von Soweto im Jahr 2008

Als Township bezeichnet man im südlichen Afrika eine stadtplanerische Territorialeinheit, die abseits der von europäischen Einwanderern errichteten und dominierten Kernstädte von diesen geplant und entwickelt wurden. Es handelt sich dabei um separat eingerichtete Wohnsiedlungen mit festen Gebäuden für die schwarze, die farbige oder die indische Bevölkerung. Diese Townshipsiedlungen hatten vor allem durch die eingetretene Überbevölkerung, mit irregulären Barackensiedlungen ergänzt, sowie durch die sich ausweitenden katastrophalen hygienischen Lebensbedingungen während der Rassentrennungspolitik in Südafrika und Südwestafrika negative Dimensionen erlangt. Dadurch wurden sie innenpolitisch zu kritischen Gebieten und erregten internationale Kritik. Dazu trugen auch das gewaltsame Vorgehen der Polizei und staatlicher Behörden mit Räumfahrzeugen, Bewaffnung und willkürlichen Mitteln gegen diese Siedlungen sowie die massenhafte Vertreibung von Hausbesitzern, Mietern und informellen Bewohnern bei. Besonders kennzeichnend für diese Gebiete waren eine informelle Wirtschaft und eine fortschreitende Selbstverwaltung seit den 1970er Jahren.
Townships besitzen teilweise die Ausmaße von mittleren und großen Städten. Bekannte Beispiele sind Soweto (South Western Townships), ein Teil der Metropolgemeinde Johannesburg, Langa in Kapstadt, Mdantsane unweit der Industrie- und Hafenstadt East London oder der Stadtteil Cato Manor in eThekwini.

## Entstehung und Zweck

### Raum- und stadtplanerisches Ziel
Alle südafrikanischen Städte weisen städtebauliche Strukturen der Townshipbildung auf. Sie waren Teil der so genannten „idealen Apartheidsstadt“, in der alle „Rassen“ durch sogenannte buffer zones (deutsch: „Pufferzonen“) in Form von physischen Barrieren, Verkehrsanlagen, Industrieeinrichtungen oder unbebauten Landstücken getrennt wurden. Die „weiße Stadt“ ist im Verlauf ihrer Entstehung und ihres Wachstums durch eine sozioökonomisch gewachsene Viertelbildung geprägt worden. Gezielt angelegte Townships waren dagegen das Ergebnis modellhafter, stadtplanerischer Prozesse aus einer Kombination von formalen gruppenspezifischen Gesellschaftsmodellen („getrennte Entwicklung“) und Gesichtspunkten rationeller Flächennutzung nach Arbeitsmarktbedarfen. So geschaffene Townshipstrukturen stellten für ihre Bewohner eine fremdbestimmte Siedlungsentwicklung dar.

### Situation seit dem 19. Jahrhundert bis 1923
Bevor die Apartheidideologie zur Regierungspolitik wurde, also vor 1948, gab es an vielen Orten unterschiedlich große Siedlungen für die nichteuropäischstämmige Bevölkerung in und bei den städtischen Siedlungsgebieten. Diese Bevölkerungsgruppen waren die billigen Arbeitskräfte für die Industrie und das Gewerbe; dadurch gehörten sie zu den Niedrigverdienern und entsprechend verhielt es sich mit ihrem privaten Lebensstandard. So wie die städtische Entwicklung im 19. Jahrhundert Fortschritte zeigte, wuchsen auch im Bedarfsfall die separaten Wohngebiete für die Gruppen mit den geringsten Einkommen und Erwerbsmöglichkeiten. Zu den frühen Versuchen, auf die urbanen Lebensbedingungen der nichteuropäischen Bevölkerung mittels gesetzgeberischer Kompetenz einzuwirken, zählt der Public Health Act, No. 23 of 1897 (deutsch etwa: „Gesetz für öffentliche Gesundheit“) in der damaligen Kapkolonie. Das Gesetz sah Bestimmungen zur Regulierung der Einwohnerschaftsrechte sowie zur Aufrechterhaltung einer allgemein förderlichen Grundordnung, der Sauberkeit und Hygiene vor. Ferner sollten Überbevölkerung an solchen Orten und die Errichtung sowie Nutzung gesundheitlich unvorteilhafter Hüttenunterkünfte verhindert werden. In den anderen Kolonien, Natal, Oranjefluss-Kolonie und Transvaal, gab es vor der Bildung der Südafrikanischen Union (1910) gesetzliche Regelungen, die die lokalen Behörden zur Regulierung vergleichbarer Anliegen bevollmächtigten. Dabei wurde den Arbeitssuchenden größtmögliche Freiheit bei der Gestaltung ihrer Wohnplätze belassen. Diese unter der laisser-faire-Wirtschaftspolitik geübte Praxis führte besonders in der Region Witwatersrand zum spekulativen Bau von Hüttensiedlungen ohne Berücksichtigung damals bereits anerkannter gesundheitlicher und sanitärer Grundnormen. Auf diese Weise bildeten sich die Slumsiedlungen in und bei den wachsenden südafrikanischen Städten.
In der Kapkolonie unternahm die Regierung mit einem 1902 erlassenen Gesetz (Native Reserve Location Act, No. 40 of 1902) den Versuch, in Hinsicht auf die allgemeinen Lebensumstände der nichteuropäischen Bevölkerung die als inakzeptabel empfundenen Stadtteile zu verändern oder demographischen Stadtumbau zu betreiben und gleichzeitig neue Wohnflächen an den Rändern größerer Städte den betroffenen Familien zu offerieren. Diese gemeindlichen Maßnahmen waren oft Zwangsumsiedlungen und erhielten Kraft dieses Gesetzes Unterstützung durch gewaltsame Polizeieinsätze. In Kapstadt gab es zu dieser Zeit Umsiedlungsaktionen aus dem District Six und anderen Stadtteilen in die neue Location Uitvlugt (später Ndabeni genannt). Wenige Jahre darauf erfolgte auch von der Ndabeni location und aus anderen Stadtbereichen eine erneute Umsiedlungsaktion von deren Bewohnern in das neu errichtete Behausungsgebiet Langa location. Umsiedlungsaktionen dieser Art waren oft als Reaktion auf unhaltbare gesundheitliche Zustände unter der betroffenen Bevölkerung durch die Behörden ausgelöst und begründet worden. Ein bekannter Fall dieser Art ist die Gründung der Ginsberg location bei King William’s Town, als in der Kapkolonie die Beulenpest grassierte und eine Lösung für die davon bedrohte Bevölkerung gefunden werden musste. Zahlreiche solcher Siedlungen boten zum Zeitpunkt ihrer Errichtung im Vergleich mit alten und überbelegten Locations einen Zugewinn an Lebensqualität für ihre Einwohner.
Mit dem Ausbruch einer Influenzaepidemie im Oktober 1918, in deren Verlauf sich viele Todesfälle besonders unter der städtischen schwarzen Bevölkerung ereigneten, rückten die Lebensverhältnisse in den Armensiedlungen wieder in den Vordergrund des öffentlichen Interesses. Als eine Reaktion darauf kann die Gründung der Native Affairs Commission nach dem Native Affairs Act von 1920 gelten. Der Bericht dieser Kommission mündete in einer zentralen Empfehlung, in deren Mittelpunkt die künftige Förderung von qualitativ besseren Wohnmöglichkeiten für die schwarze Bevölkerung stand und die zudem in separaten Stadtteilen der städtischen Siedlungsgebiete erfolgen sollte. Flankierend zu diesem regionalplanerischen Ziel sei die Zuwanderungsneigung der schwarzen Bevölkerung in die Städte zu kontrollieren. Als ein Ergebnis der Kommissionsempfehlungen entstand der folgenreiche Natives (Urban Areas) Act, No. 21 of 1923 (deutsch etwa: „Eingeborenen-(Stadtraum)-Gesetz“).

### Der Natives (Urban Areas) Act 1923
Das Gesetz schrieb den städtischen Behörden vor, Flächen für die Ansiedlung schwarzer Bevölkerungsteile in Form von abgetrennten Locations (Townships) planerisch auszuweisen und vorzuhalten. Zudem definierte das Gesetz die Zuständigkeiten lokaler Behörden genauer als bisher. Die praktischen Auswirkungen dieses Gesetzes befriedigten jedoch den Arbeitskräftebedarf weißer Unternehmen nicht im ausreichenden Maße. Deshalb regten Regierungsstellen verschiedene Untersuchungen der Lage an. Die Berichterstattungen der Agricultural and Industrial Requirements Commission (deutsch etwa: „Kommission zur Ermittlung der landwirtschaftlichen und industriellen Bedarfe“) und des Social and Economic Planning Council (deutsch etwa: „Sozialer und Ökonomischer Planungsrat“) erbrachten keine Grundlage für klare Richtungsentscheidungen, da die Frage der Bevölkerungsverteilung mittels der bisherigen gesetzlichen Instrumenten konträr bewertet wurde. Trotzdem kam es 1936 und 1937 (Native Laws Amendment Act, No. 46 / 1937) zu neuen Schritten des Gesetzgebers, um auf dem Gebiet der Siedlungspolitik weitere Kontroll- und Steuerungsmöglichkeiten zu schaffen. Damit erhielten die städtischen Behörden neue Instrumente zur Kontrolle und Genehmigung des Zuzugs Schwarzer in die Städte. Die Bevölkerungszunahme in den (ökonomisch) überbevölkerten Reservaten erzeugte eine Landflucht, die sich als massenhafter ungeregelter Einwohnerzuwachs in den städtischen Ballungszentren bemerkbar machte, wofür nicht genügend (einfacher) Wohnraum zur Verfügung stand. Der Premierminister Smuts gestand 1947 in Anbetracht dieser Situation ein, dass „es nicht nur notwendig wurde, Reservate zu haben; sondern es auch notwendig sei, parallele Städte und Dörfer nahe der Tore der Industrien in den großen Bevölkerungszentren zu haben“.
Die erste offizielle Rechtsgrundlage zur gezielten Errichtung von Townshipsiedlungen als Instrument der Rassentrennungspolitik in Südafrika ist ein Gesetz aus dem Jahre 1945. Der Natives (Urban Areas) Consolidation Act (Act No. 25 / 1945) forderte die lokalen Behörden auf, separate Wohngebiete für die „nichtweiße“ Bevölkerung zu schaffen. Dieses Gesetz sprach noch von der Etablierung von „Location“ bzw. „Native village“ zur Errichtung von „Häusern“ oder „Hütten“ als Form der sich weiter herausbildenden Townships. Nach dieser Rechtsvorschrift wurde es möglich, dass durch behördliche Verordnungen die schwarzen Bewohner eines bestimmten Gebietes zu einem bestimmten Zeitpunkt in vorgeschriebene Wohnareale umzusiedeln hatten. In diesem Zusammenhang waren auch Regulierungsbestimmungen für Personen nach Geschlecht möglich.

### Situation nach 1948
Die Regulierungsabsichten der Apartheidpolitik gingen bis in verschiedene Details. 1954 legte das zuständige Ministerium, das Department of Native Affairs, fest, dass die „Locations“ stets in einem definierten Mindestabstand zu benachbarten Gebieten anzulegen seien, die von anderen ethnischen Gruppen bewohnt bzw. genutzt würden bzw. nur als Pufferstreifen dienten. Die vorgegebene Distanz belief sich auf 457 Meter (500 Yard). Zu allen anderen externen Begrenzungen waren 183 Meter (200 Yard) einzuhalten. Für Straßen galten gesonderte Bestimmungen. Die „Locations“ mussten über eigene Zufahrtsstraßen erreichbar sein und durften nicht direkt an Nationalstraßen oder Provinzstraßen angelegt werden.
Dasselbe Ministerium veranlasste 1954 über eine amtliche Benachrichtigung die lokalen Verwaltungsbehörden im gesamten Land dafür Sorge zu tragen, dass neue Townshipsiedlungen planerisch so vorbereitet werden sollen, damit in den Wohngebieten für Schwarze sogar eine räumliche Segregation nach Sprachgruppen eintrete. In der Region Witwatersrand waren das die Sprachgruppen Nguni, Sotho und andere. Das System sollte nach damaliger Argumentation der Errichtung sprachspezifischer Grundschulen und künftigen Selbstverwaltungsorganisationen durch die Einwohner dienen. Die Stadtverwaltung Johannesburg diskutierte diesen Politikansatz mit den existierenden Beratungsgremien in den betroffenen Stadtgebieten. In dessen Ergebnis wurde dieses erwünschte Vorgehen ablehnend beurteilt. Der Minister drohte nun damit, für den Wohnhausbau und Siedlungsentwicklung hier keine Mittel zur Verfügung zu stellen, sofern der Johannesburger Stadtrat die von ihm in die Wege geleiteten Maßnahmen zur ethnischen Gruppierung nicht akzeptieren würde.
Ihrem Charakter nach sollten die Townshipsiedlungen immer nur vorübergehende Unterkünfte für die überwiegend schwarzen Einwohner sein, da die sich seit den 1930er Jahren herauskristallisierende Apartheiddoktrin deren Heimat in den Reservaten sah. In diesem Sinne argumentierte die Bantu Administration 1967 in einer Direktive für die Lokalbehörden: keine „größere, bessere, attraktivere und luxuriöse Bedingung“ zu schaffen; es muss „bedacht werden, dass ein städtisches Bantu-Wohngebiet kein Heimatland, sondern Teil eines weißen Gebietes ist. Wenn diese Bedingungen zur Folge haben, den Bantu nicht nur an einen fremden Geschmack zu gewöhnen, sondern ihm auch einen Luxus aufzwingen, den sein Heimatland nicht bieten kann, und ihn so von dem entfremdet, was das Seinige ist, ...“. In den 1960er Jahren waren die Probleme in den Townships so enorm angewachsen, dass die Regierung Südafrikas mit ihrer Bantustanpolitik den Strom der Wanderarbeiter in die Homelands zu lenken versuchte.

### Reformbestrebungen in den 1980er Jahren
Im Zuge der von Staatspräsident Botha eingeleiteten umfassenden gesellschaftlichen Reformversuche nach der Parlamentswahl von 1984 kam es im Bereich der Regional- und Raumplanung zu einigen rechtlich-normativen Veränderungen. Eine der daraus hervorgegangenen und bedeutungsvollen Rechtsvorschriften ist die Town Planning and Townships Ordinance, 1986 (No. 15 of 1986; deutsch etwa: „Verordnung für Stadtplanung und Stadtteile“). Sie ist nach den Novellierungen von 1992 und 1994 weiterhin in Kraft und bildet im modernen Südafrika eine zentrale Rechtsgrundlage für städteplanerisches Handeln und diesbezügliche Vorhaben. Sie enthält auch eine der selten auffindbaren Legaldefinitionen für den Begriff „Township“. Nach dieser Definition werden als Township verstanden,
„... alle Grundstücke, die als Wohngebiete, für Gewerbe- oder Industriezwecke bzw. ähnliche Nutzungen ausgewiesen, gegliedert oder entwickelt wurden und wenn diese Standorte in solcher Art und Weise angeordnet sind, dass sie von einer Straße durchschnitten oder mit jeder Straße verbunden werden können bzw. an eine solche angrenzen ...“
Der politische Rahmen und damit Basis dieser Rechtsverordnung war das im April 1986 durch die damalige Regierung veröffentlichte White Paper on Urbanisation (deutsch etwa: „Weißbuch der Verstädterung“), mit dem eine Reaktion auf die eingetretenen sozialen, ökonomischen und technischen Probleme infolge des rapiden Städtewachstums in Südafrika eingefordert wurde. Das Dokument entstand aus den Arbeiten des Committee for Constitutional Affairs of the President’s Council im Jahre 1985, worin Entwicklungen seit den frühen 1930er Jahren mit in Betracht gezogen wurden.
Die sozioökonomischen Verhältnisse in südafrikanischen Townships spitzten sich in den frühen 1990er Jahren lokal enorm zu. Es kam zu anhaltenden Unruhen, beispielsweise in der Region von East Rand und hier besonders in den Siedlungen Katlehong, Vosloorus und Thokoza. Als Reaktion darauf setzte Staatspräsident Frederik Willem de Klerk am 1. Februar 1994 die Katorus Task Group ein, um auf die explosiven Konflikte zeitnah reagieren zu können. Diese Vorgänge machten in drastischer Weise deutlich, wie notwendig ein staatliches Einwirken zu Gunsten von umfassenden Verbesserungen des Lebensumfeldes in den Townships und der sozioökonomischen Verhältnisse ihrer Bewohner notwendig geworden war.

### Entwicklungen seit 1994

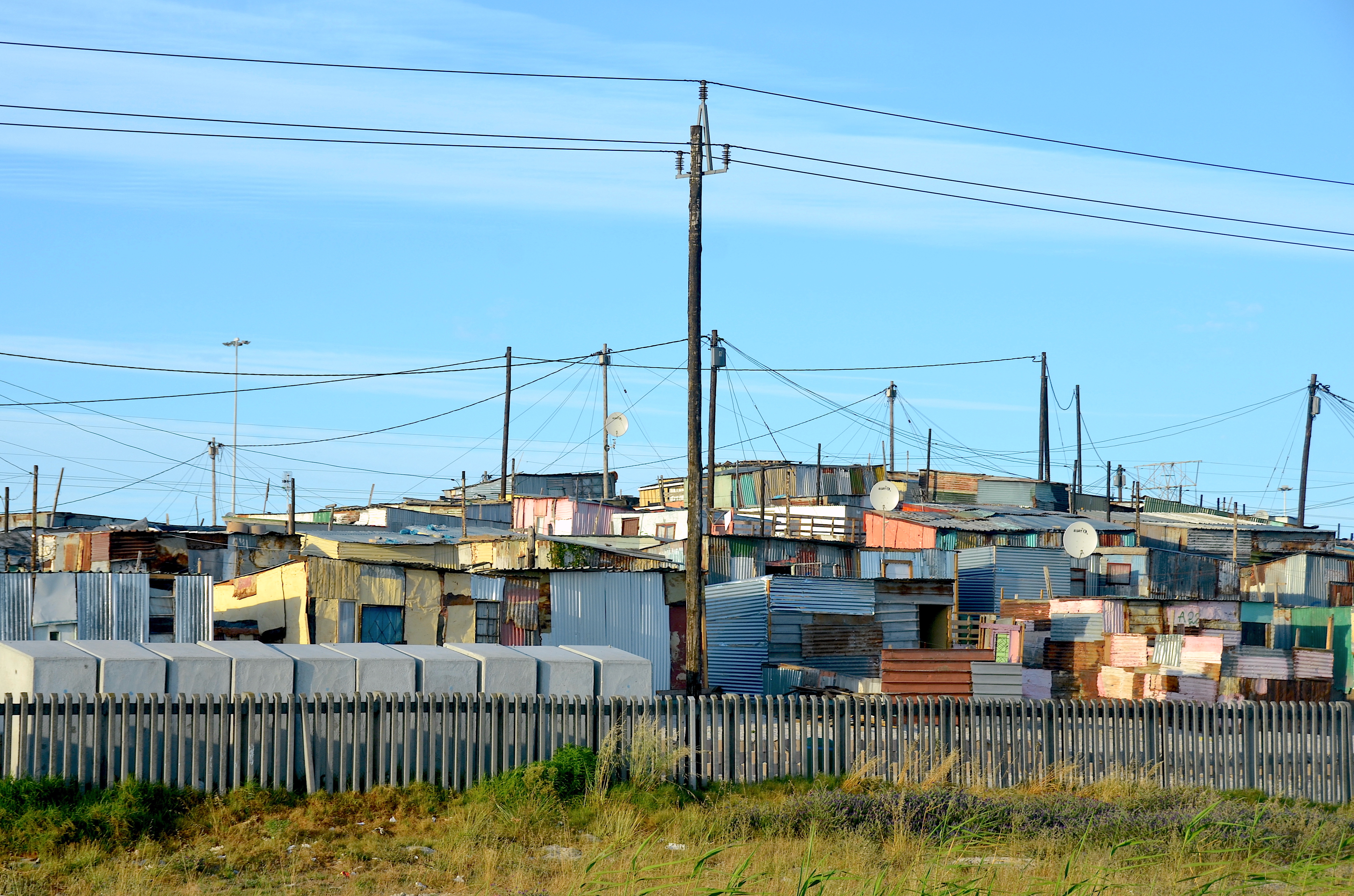
Khayelitsha, Township an der N2 bei Kapstadt (2015)

Mit den Special Integrated Presidential Projects von 1994, die auf Initiative von Präsident Mandela in Gang gesetzt wurden, begann ein Umgestaltungsprozess in ehemaligen, meist nach rassistischen Politikmustern angelegten Townshipsiedlungen, dessen Maßnahmen in Mitteleuropa beispielsweise unter den Begriffen Stadterneuerung, Städtebauliche Entwicklungsmaßnahme und Stadtumbau zusammengefasst werden. Im Zentrum dieser Aktivitäten standen 13 Townships, wo mit massiven Investitionen begonnen wurde, u. a. in Kathorus und Cato Manor.
Diesen ausgewählten Projekten folgten 2001 das Urban Renewal Programme, mit dem in acht ausgewählten Townshipsiedlungen (Inanda, Ntuzuma, KwaMashu, Mdantsane, Motherwell, Mitchell’s Plain/Khayelitsha, Galeshewe und Alexandra) Maßnahmen gegen Armut und sozialer Ausgrenzung ergriffen wurden sowie die Integrated Sustainable Rural Development Programmes.

## Beschreibung
Die ständig wachsende Einwohnerzahl in den Townships ist heute noch eines der größten Probleme des Landes. Die Bevölkerung lebt in Großwohnsiedlungen und Squatter-Gebieten, einfachen Hüttenvierteln mit geringer Infrastruktur. So wurde 1927 das Township Langa zwölf Kilometer südöstlich von Kapstadt für 850 Personen gebaut, 1989 umfasste die Siedlung jedoch bereits 16.500 Einwohner. Nach Schätzungen waren es in den 2000er Jahren über 80.000. Rund 74.000 Familien wohnen in Kapstadt in Squatter Camps oder Hostels. Anfang 1997 fehlten dort über 134.000 Wohneinheiten.
Die Einwohnerzahl eines Townships ist bevölkerungsstatistisch nur schwer erfassbar. Diese Siedlungen liegen meistens an den Stadträndern oder im nahen Umland urbaner Kerne. Die einzelnen Behausungen als unplanmäßig errichtete Wohnstätten, so genannte „Shacks“ (engl. für Baracke, Bretterbude), sind meistens ungeordnet ausgerichtet und erbaut. Nichtsesshafte Bewohner kommen und gehen in diesen Arealen. Aus dem gleichen Grund ist es auch allgemein schwierig, eine Aussage über die Wohnqualität zu treffen.
Häufig wird beim Begriff Township an massenhafte Behausungen aus Wellblechhütten, Pappkartons und eine extrem hohe Bevölkerungsdichte gedacht. Es werden eine hohe Kriminalität, große Armut, Hunger, Krankheiten und hohe Gewaltbereitschaft vermutet. Diese Beschreibung trifft auf einige dieser Großsiedlungen zu; bei anderen hat sich die Lage erheblich verbessert. Auch innerhalb eines einzelnen Township kann es erheblich differenzierte Verhältnisse geben.
Eine Besonderheit stellten die sogenannten „Hostels“ (deutsch etwa: Herberge) dar, welche als einfache Sammelunterkünfte für allein lebende Männer und Frauen dienten, die im „weißen“ Gebiet arbeiteten. Sie bilden Funktionsbauten im Sinne der Politik der getrennten Entwicklung (separate development). Diese Hostels konnten beachtliche Ausmaße annehmen. Beispielsweise lebten 1977/1978 nach offiziellen Angaben in den zehn Hostels von Soweto etwa 38.000 Personen. Schätzungen sprechen jedoch von etwa 60.000 Personen. Im Township Alexandra riss man die kleinen Wohnhäuser der schwarzen Anwohner ab und errichtete große Hostels in Form riesiger Betonblöcke, darunter zehn Gebäudekomplexe für Männer und fünf für Frauen.
Nach dem Ende der Apartheid änderten sich die Zustände zwar nur langsam, doch es gibt allmählich Verbesserungen. So wurden beispielsweise gelegentlich zu dicht nebeneinander gebaute Häuser verlegt, um ein effizienteres Straßen- und somit auch Versorgungsnetz aufbauen zu können. Oft findet heute die Nahversorgung durch informelle Kleingeschäfte, den „Tante-Emma-Läden“ ähnliche sogenannte Spaza shops, statt. Nach wie vor gibt es Hostels, etwa in Katlehong.

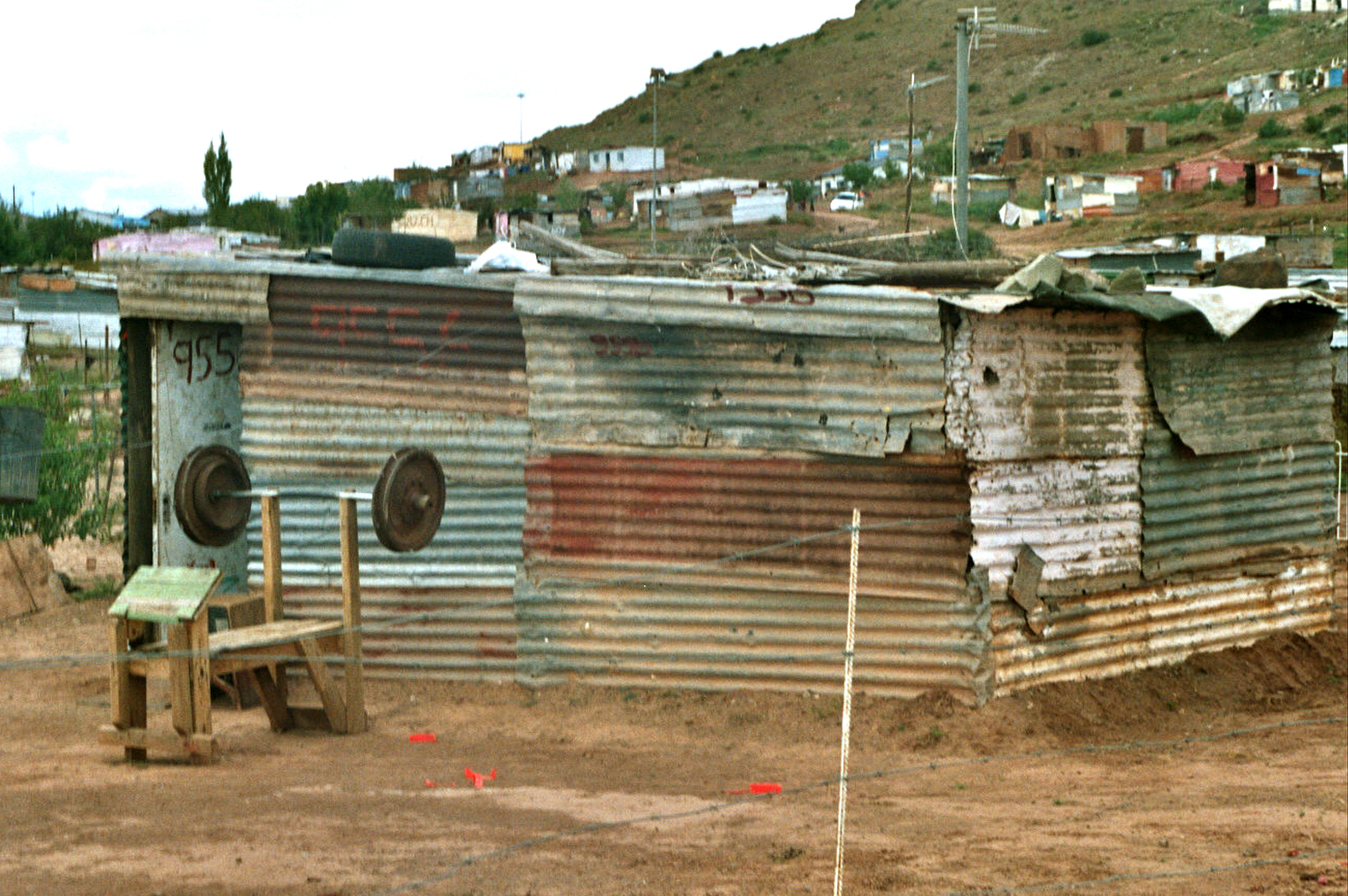
Wellblechhütte in der ehemaligen Township Dukatole, heute ein Stadtteil von Maletswai
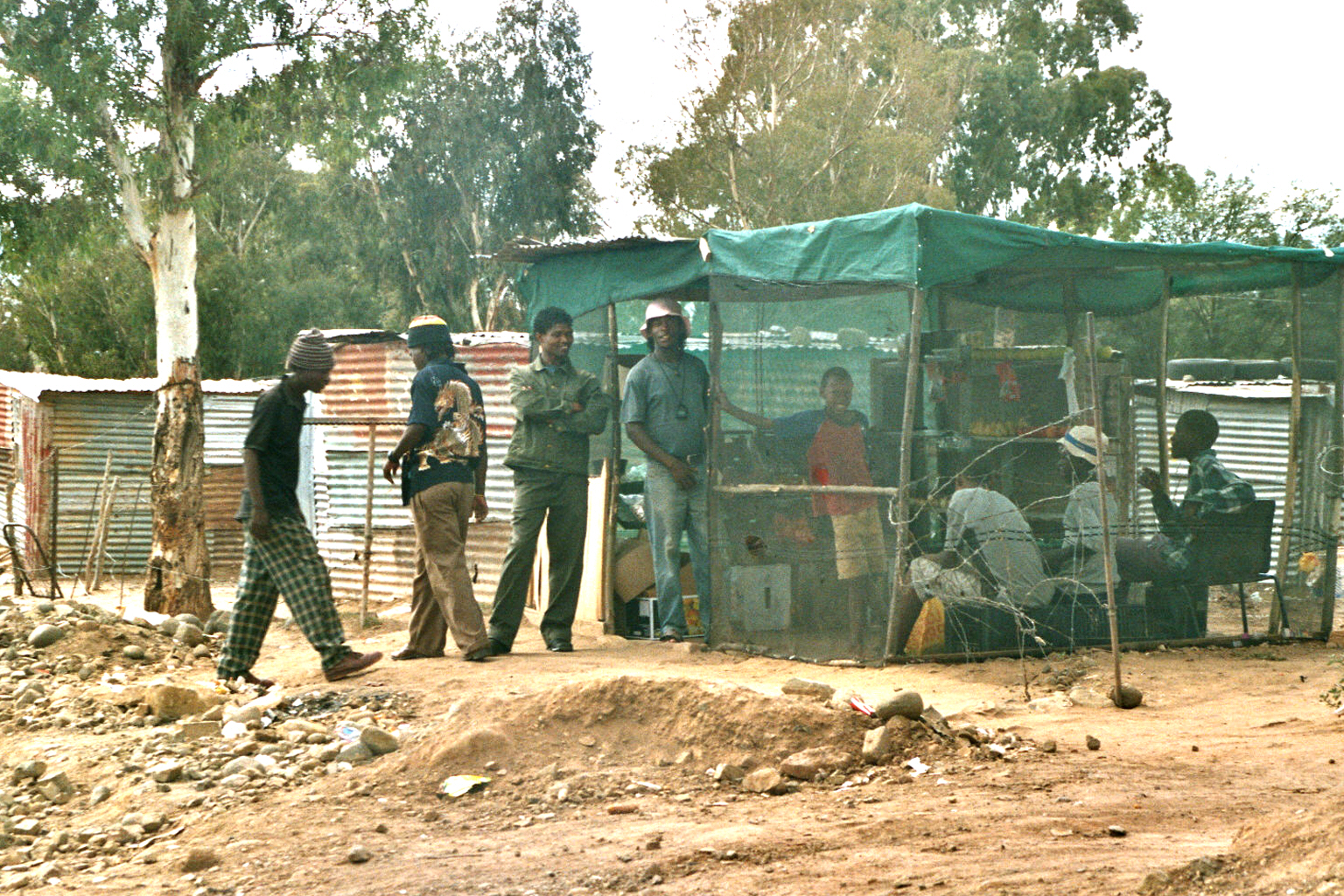
Geschäft in Dukatole
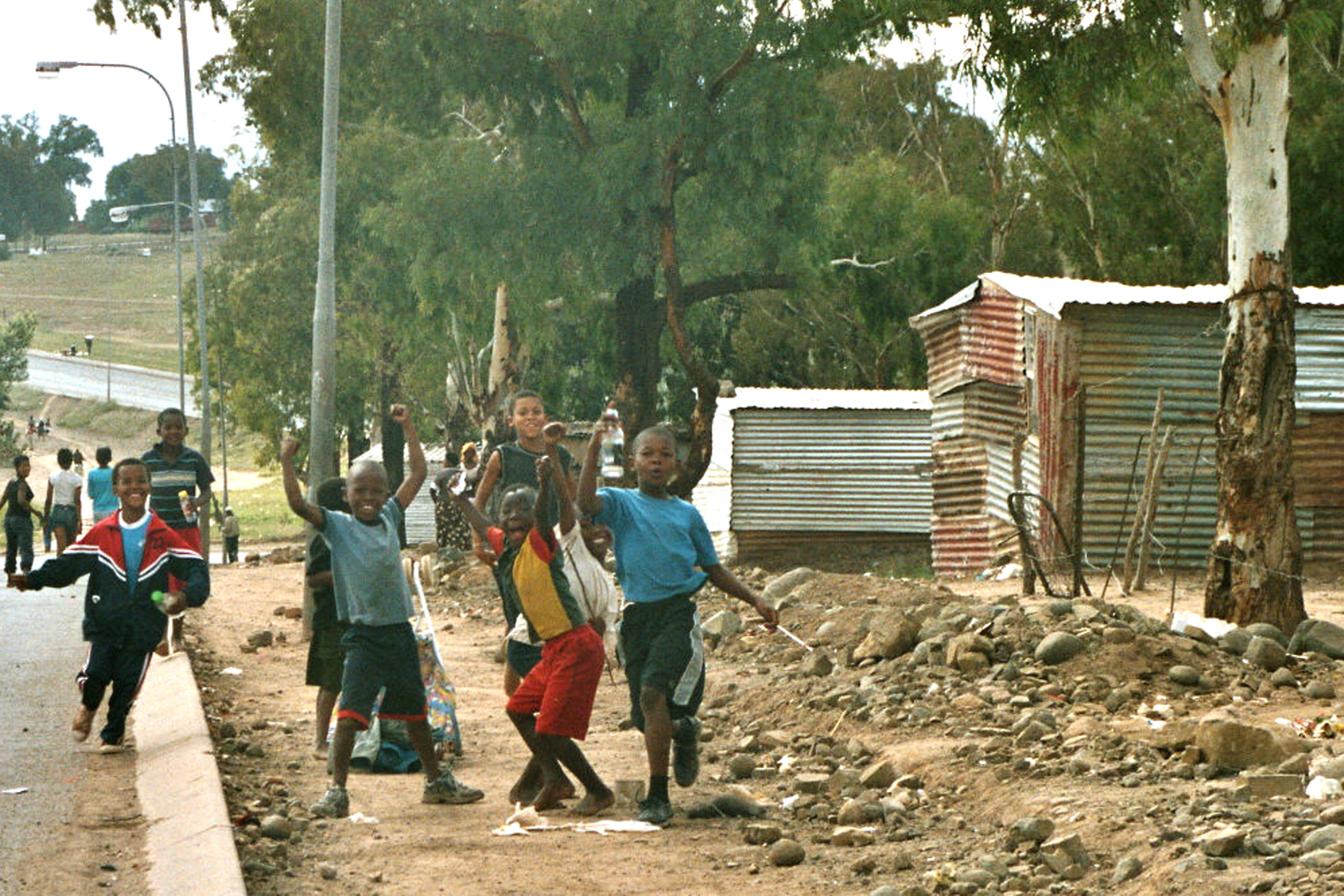
Straßenszene in Dukatole
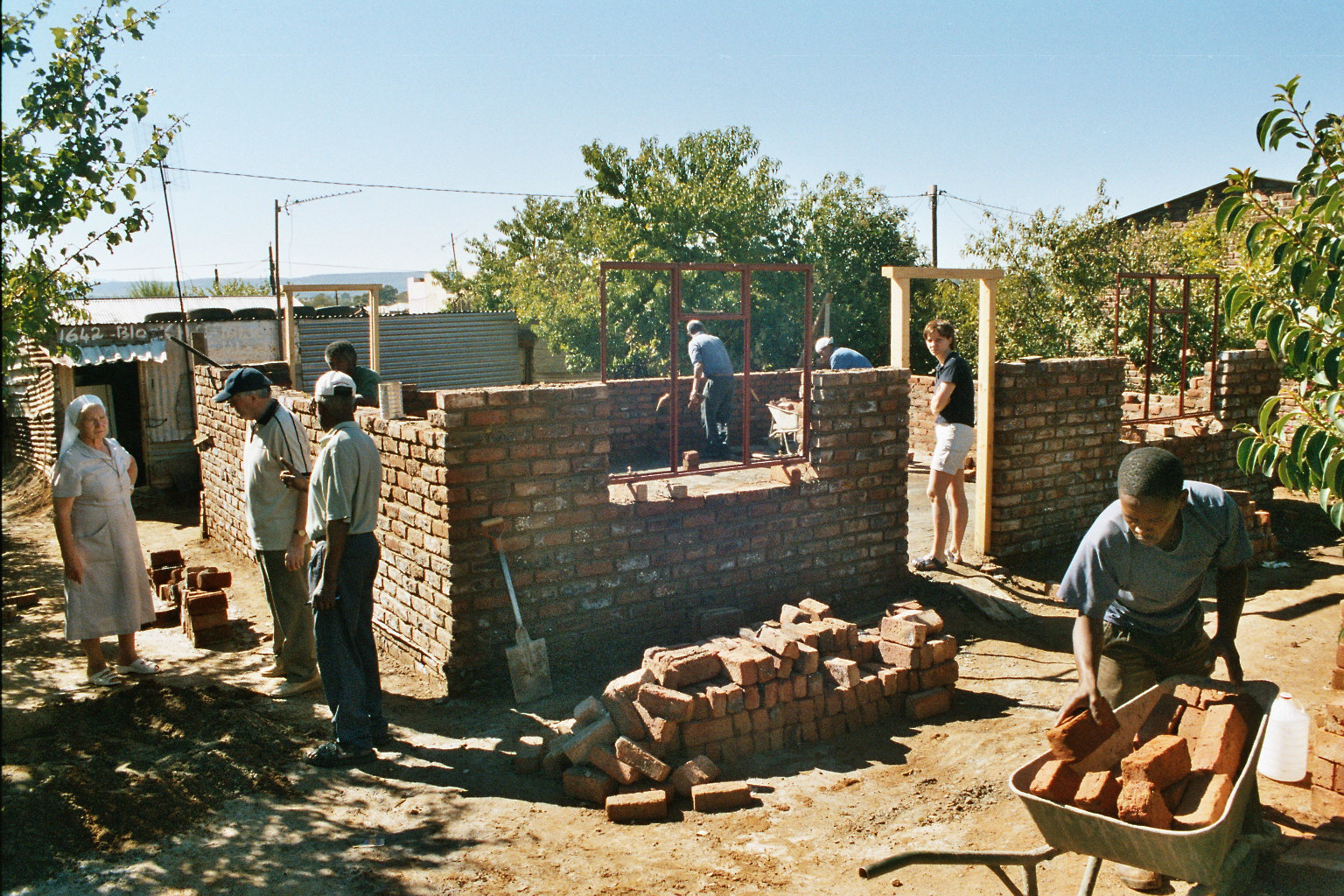
Bau eines Hauses in Selbsthilfe in Dukatole